# Lista gatunków z rodzaju pandan
Lista gatunków z rodzaju pandan (Pandanus) – lista gatunków z rodzaju roślin z rodziny pandanowatych. Należy do niego co najmniej 746 gatunków (tyle nazw zweryfikowanych i zaakceptowanych podaje The Plant List), poza tym 18 taksonów ma status gatunków niepewnych (niezweryfikowanych).

## Lista gatunków
- Pandanus abbiwii Huynh
- Pandanus acanthostylus Martelli
- Pandanus acaulescens H.St.John
- Pandanus acicularis H.St.John
- Pandanus acladus Merr.

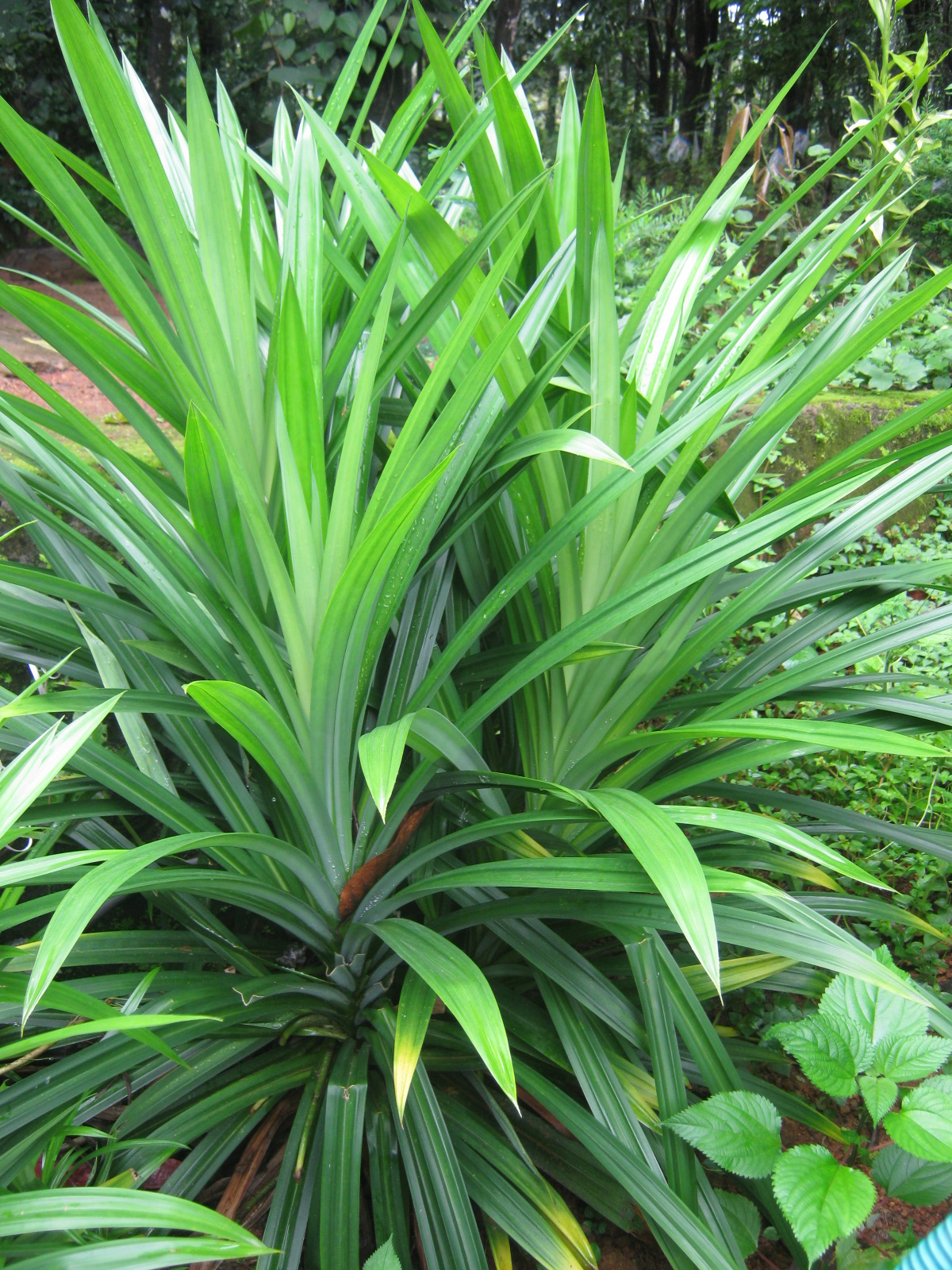
Pandan amarylkolistny

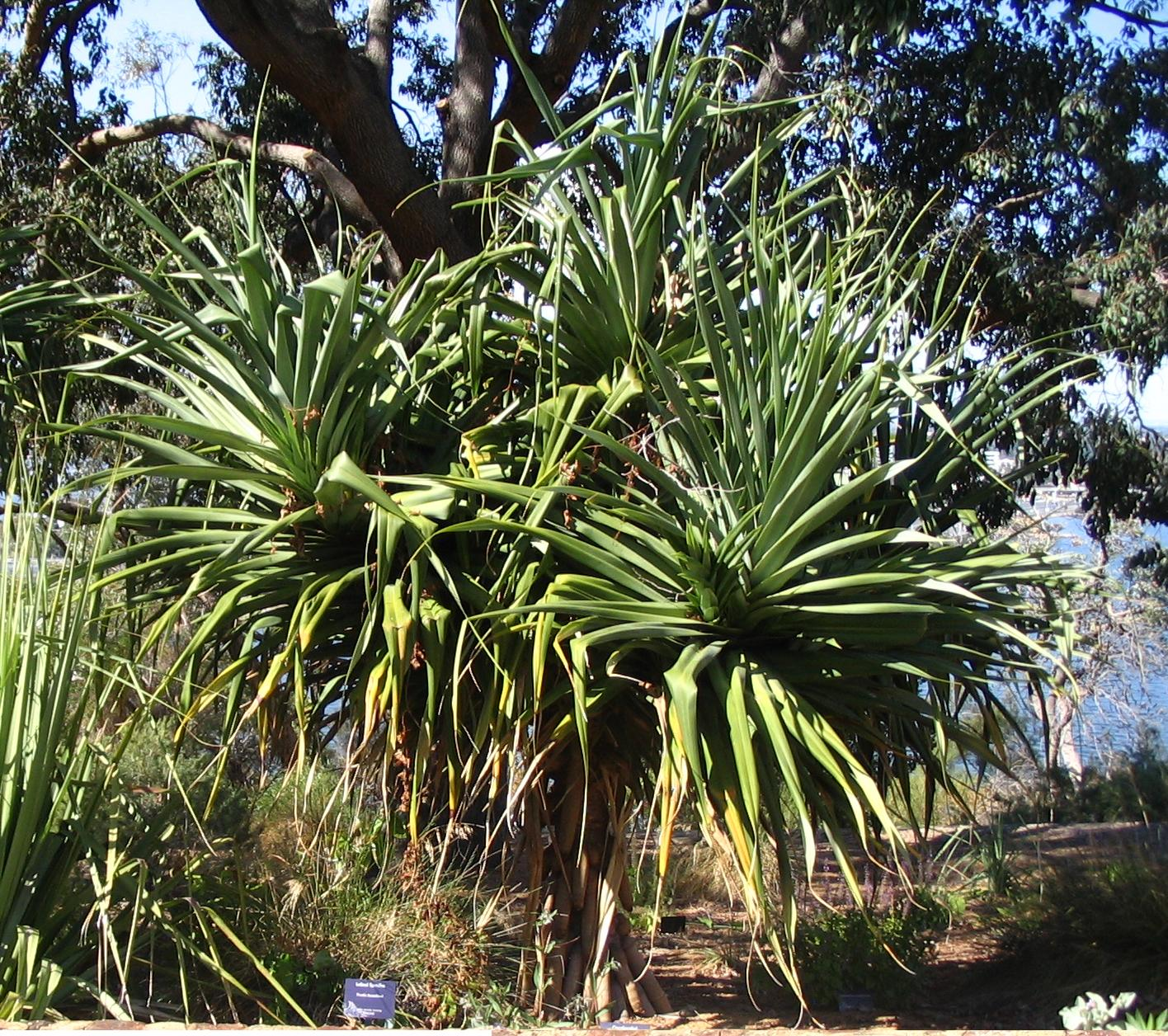
Pandanus aquaticus

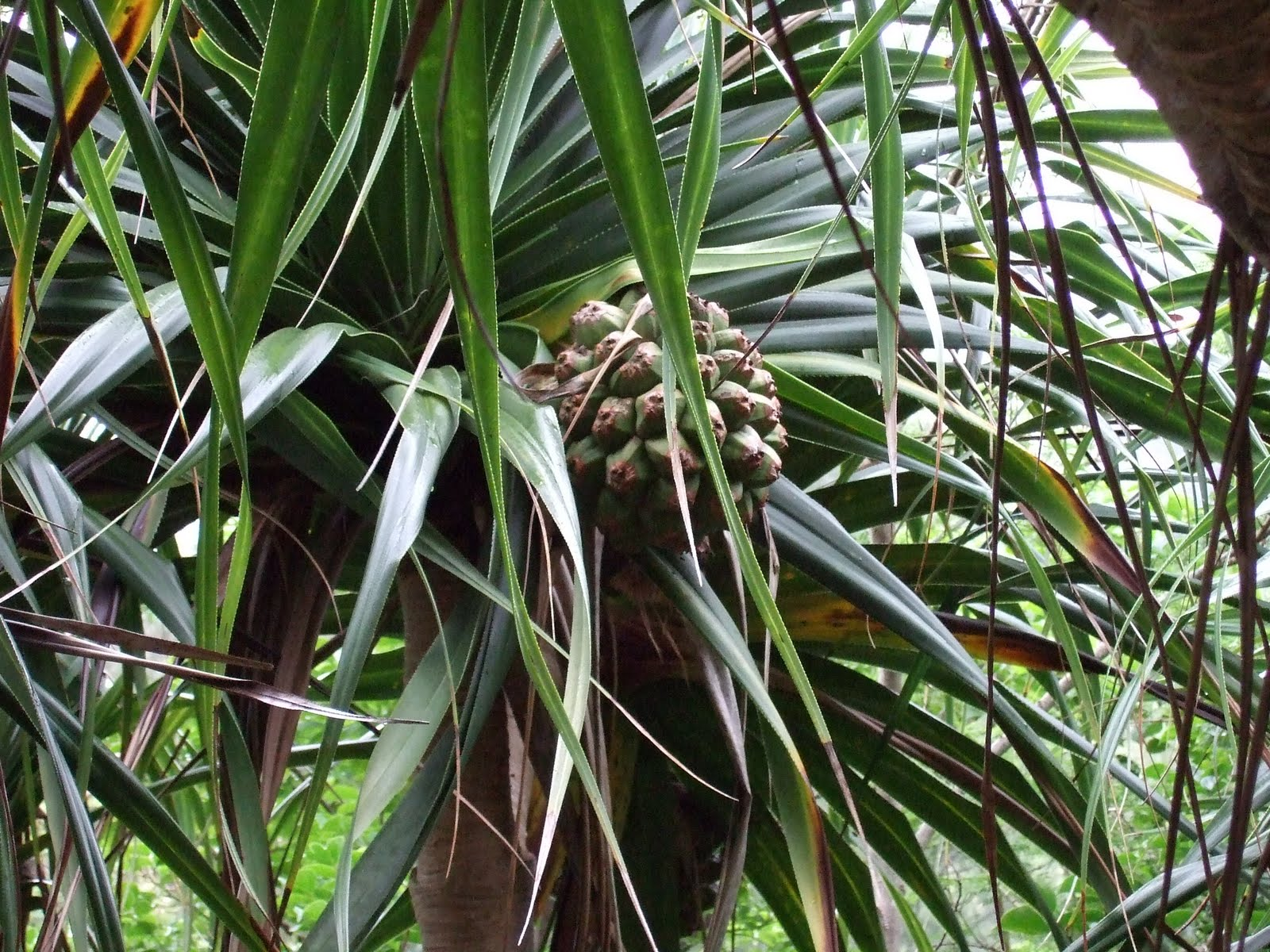
Pandanus boninensis

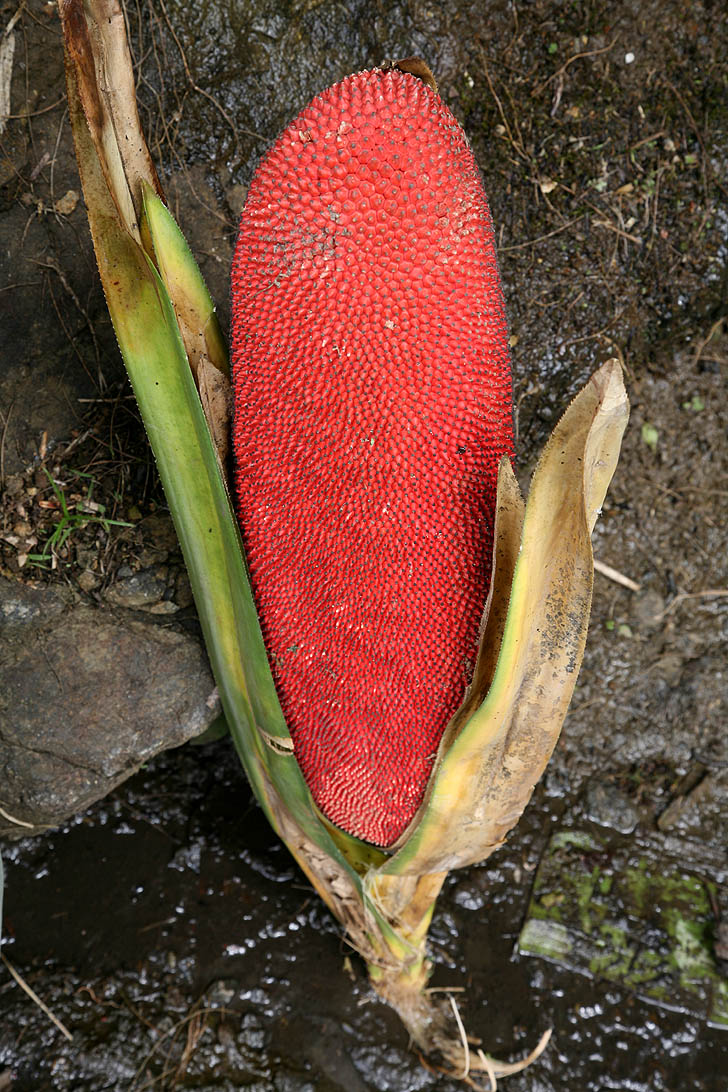
Pandan górski

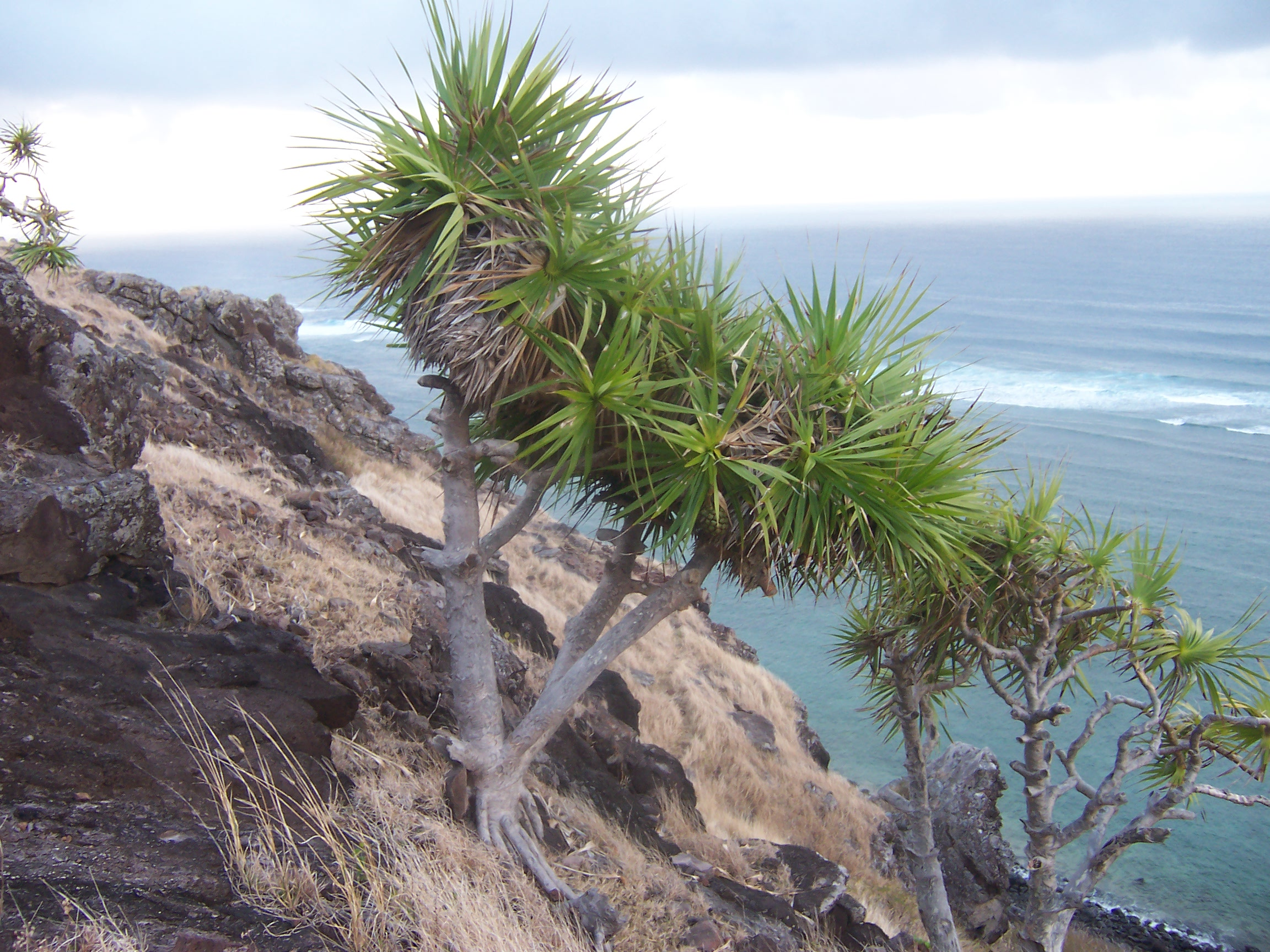
Pandanus heterocarpus

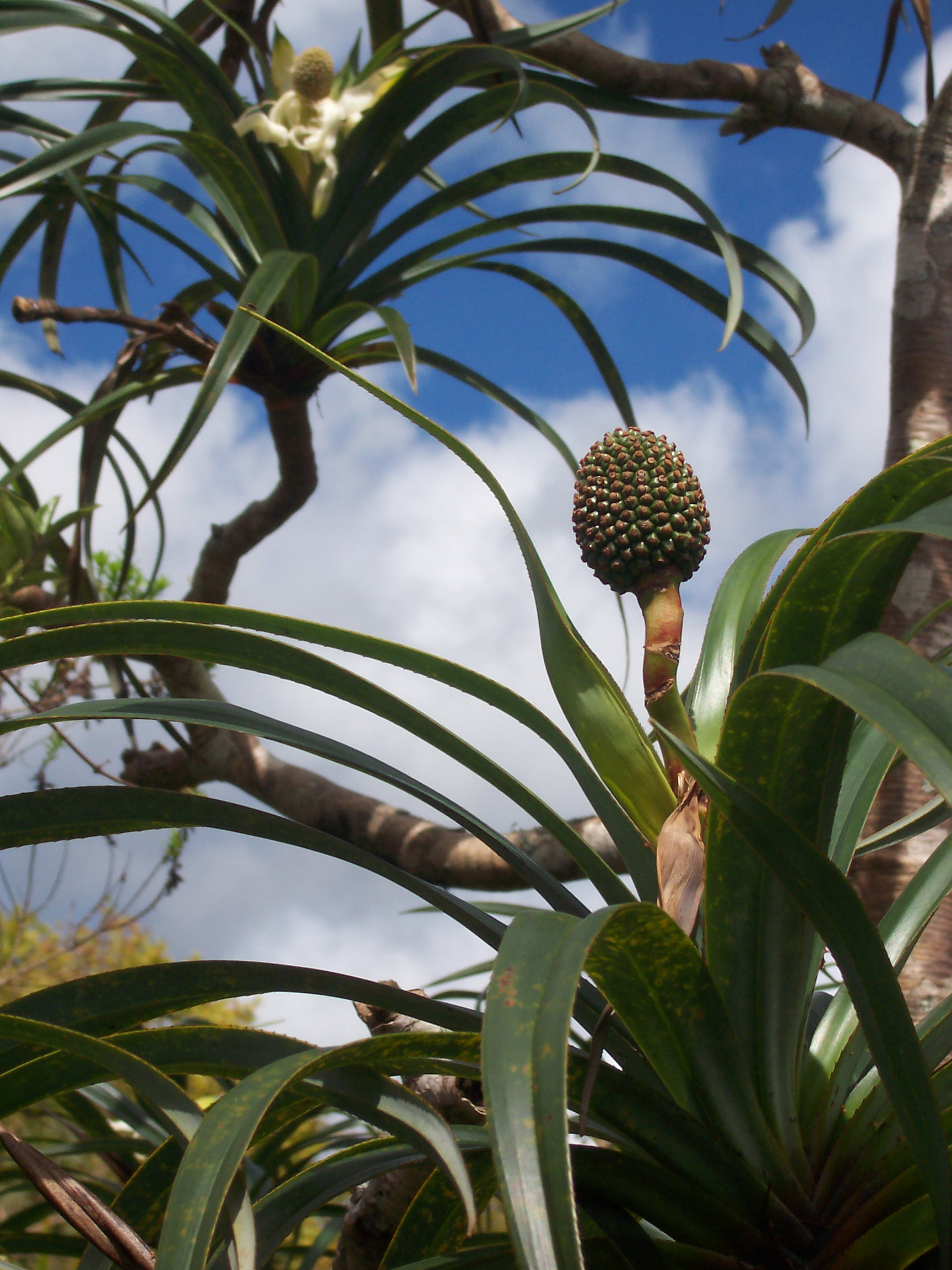
Pandanus montanus

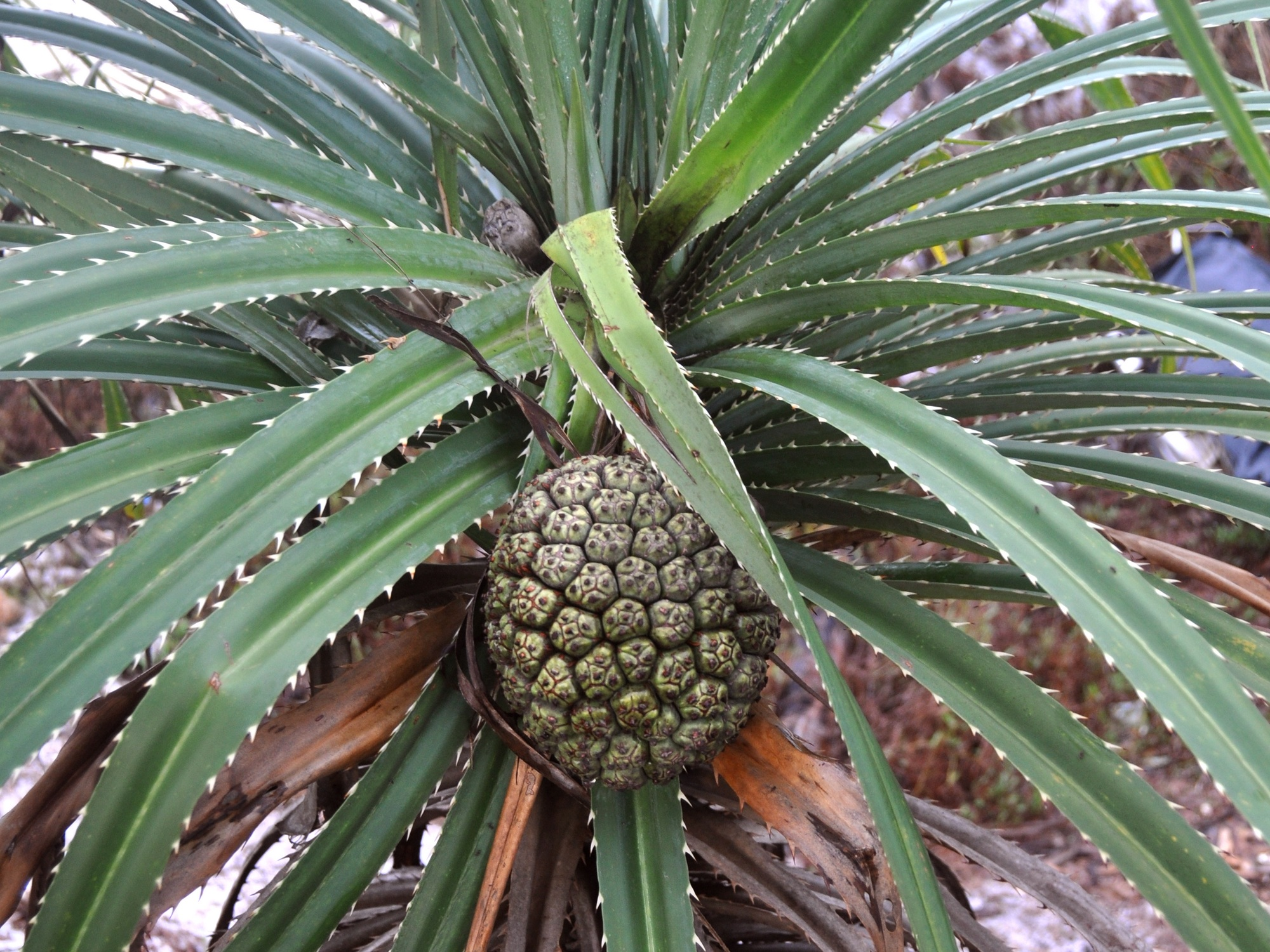
Pandan wonny

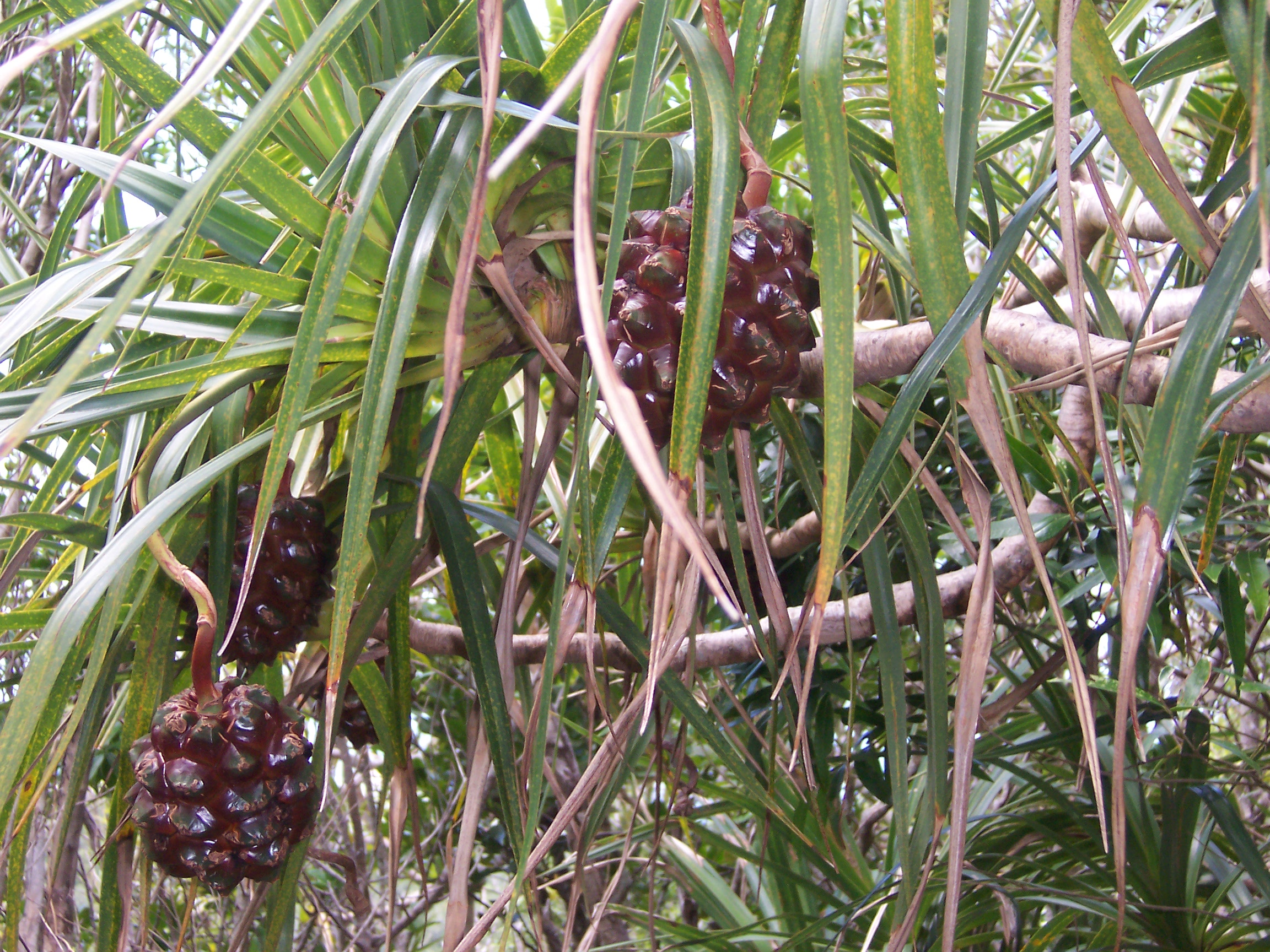
Pandanus sylvestris

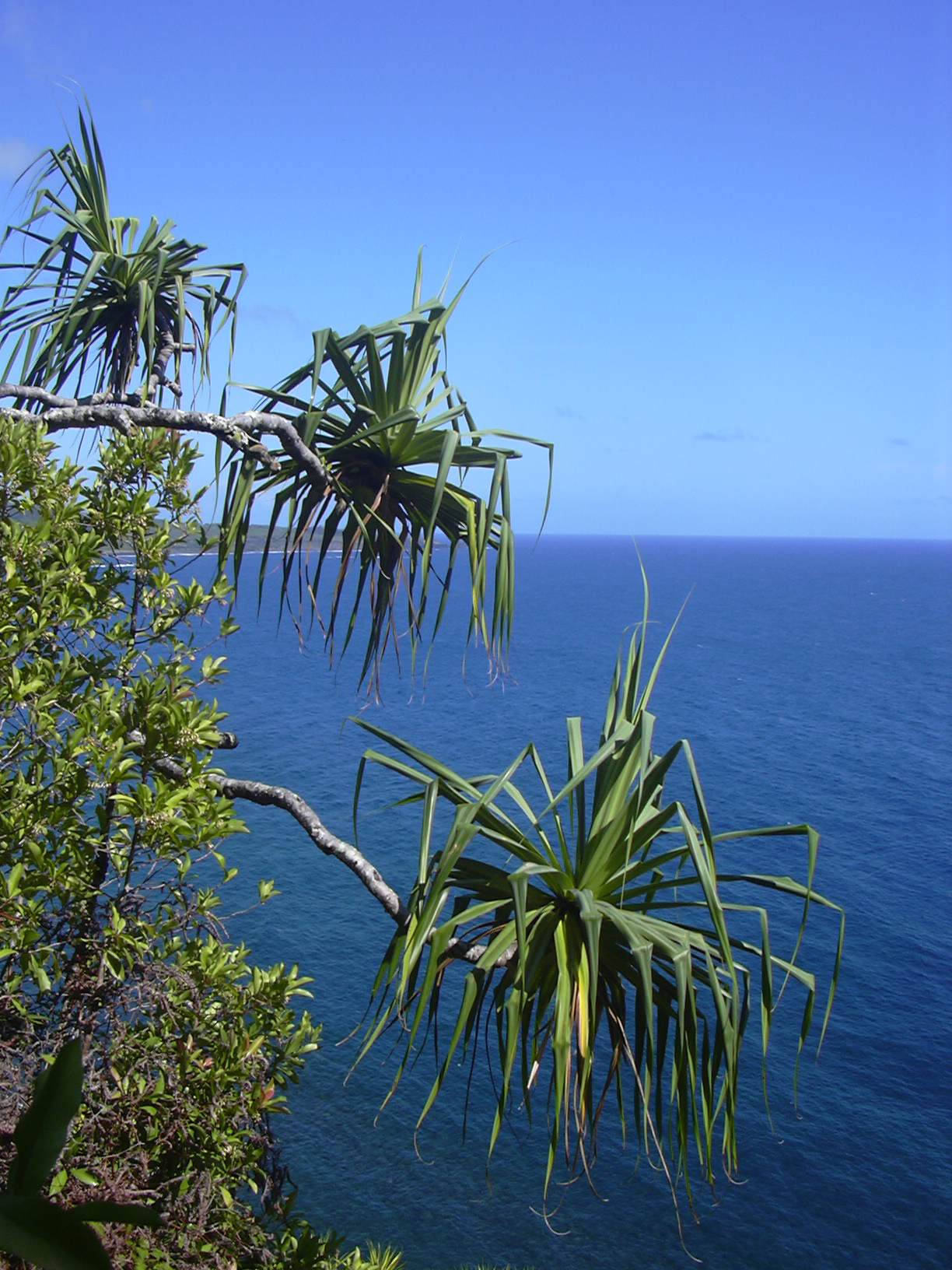
Pandan połaciowy

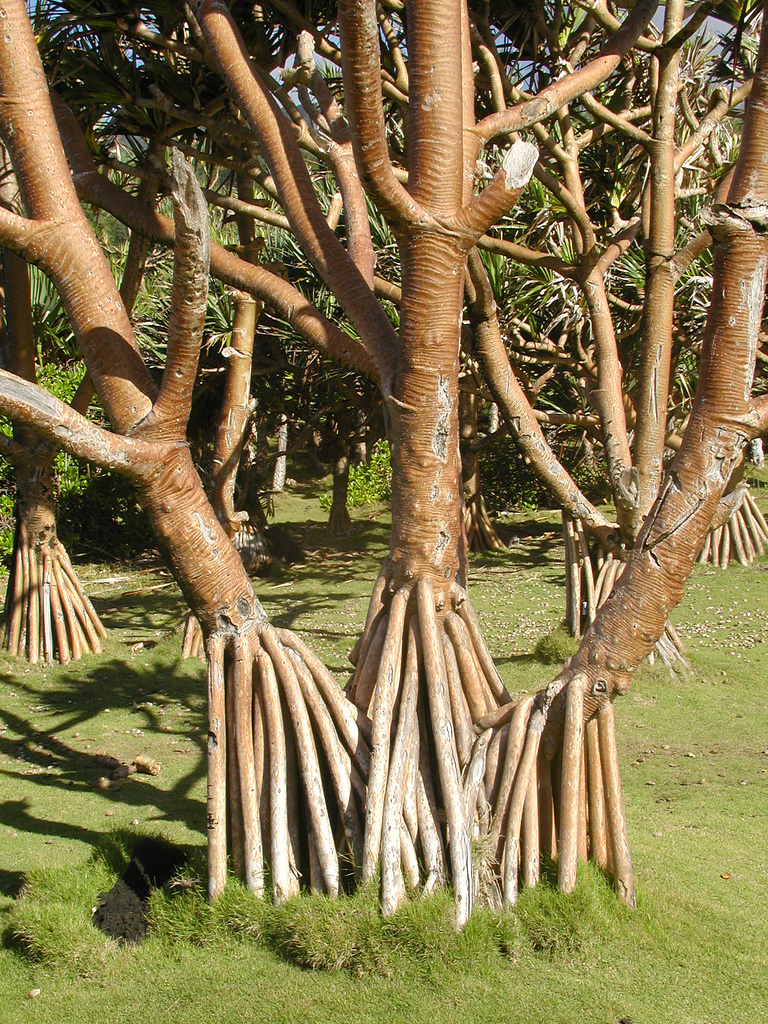
Pandan trwały

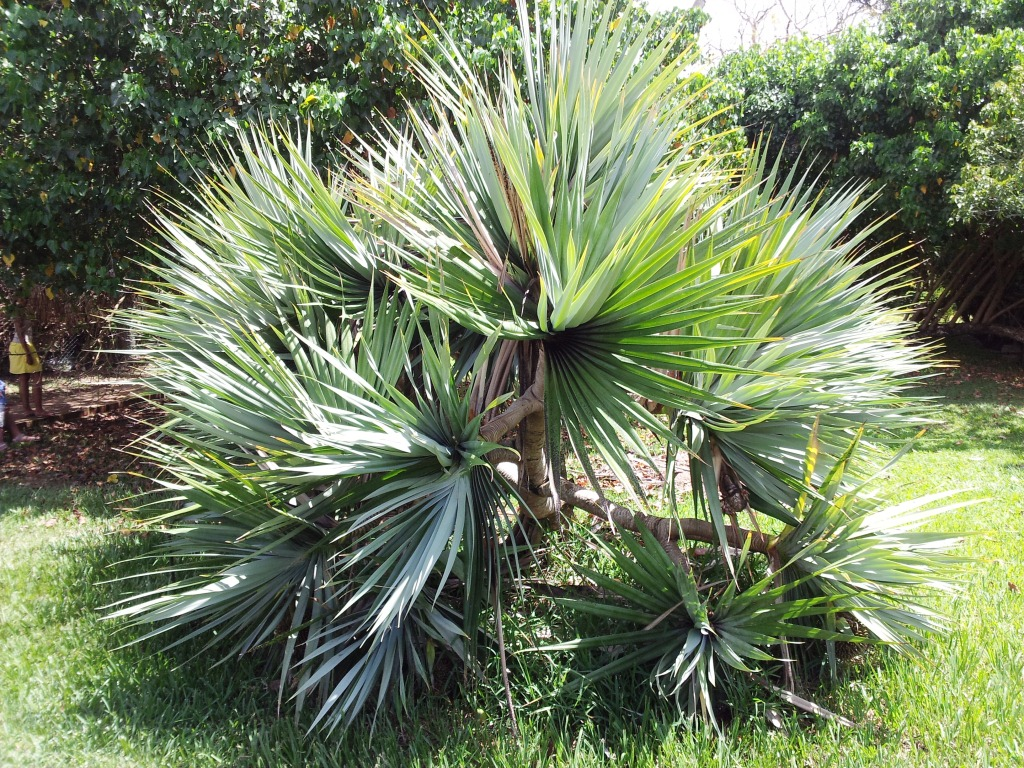
Pandanus vandermeeschii

- Pandanus adinobotrys Merr. & L.M.Perry
- Pandanus adpressus H.St.John
- Pandanus aecuatus H.St.John
- Pandanus affinis Kurz
- Pandanus aggregatus Merr. & L.M.Perry
- Pandanus akeassii Huynh
- Pandanus ala-kai Martelli
- Pandanus alatus H.St.John
- Pandanus albifrons B.C.Stone
- Pandanus aldabraensis H.St.John
- Pandanus alifer H.St.John
- Pandanus alkemadei Martelli
- Pandanus alpestris Martelli
- Pandanus alticola Holttum & H.St.John
- Pandanus alticonvexus H.St.John
- Pandanus altissimus (Brongn.) Solms
- Pandanus alveatus H.St.John
- Pandanus alveolatus Huynh
- Pandanus amaryllifolius Roxb. – pandan amarylkolistny
- Pandanus ambalavaoensis Huynh
- Pandanus ambohitantelensis Huynh
- Pandanus ambongensis Martelli
- Pandanus amicalis H.St.John
- Pandanus amissus Huynh
- Pandanus amnicola H.St.John
- Pandanus analamazaotrensis Martelli
- Pandanus analamerensis Huynh
- Pandanus ananas Martelli
- Pandanus andersonii H.St.John
- Pandanus andringitrensis Huynh
- Pandanus angiensis Kaneh.
- Pandanus angolensis Huynh
- Pandanus ankaranensis Callm. & Laivao
- Pandanus anomesos H.St.John
- Pandanus antaresensis H.St.John
- Pandanus apicalis H.St.John
- Pandanus apiculatus Merr.
- Pandanus apoensis Martelli
- Pandanus aprilensis H.St.John
- Pandanus aquaticus F.Muell.
- Pandanus aragoensis (Brongn.) Solms
- Pandanus archboldianus Merr. & L.M.Perry
- Pandanus arenicola Huynh
- Pandanus aridus H.St.John
- Pandanus aristatus Martelli
- Pandanus arnhemensis H.St.John
- Pandanus arrectialatus H.St.John
- Pandanus ashtonii B.C.Stone
- Pandanus asper H.St.John
- Pandanus assamensis H.St.John
- Pandanus associatus Huynh
- Pandanus atrocarpus Griff.
- Pandanus atropurpureus Merr. & L.M.Perry
- Pandanus attenuatus H.St.John
- Pandanus augustianus L.Linden & Rodigas
- Pandanus australiensis H.St.John
- Pandanus austrosinensis T.L.Wu
- Pandanus bakeri Warb.
- Pandanus balansae (Brongn.) Solms
- Pandanus balenii Martelli
- Pandanus balfourii Martelli
- Pandanus barai Martelli
- Pandanus barbellatus Huynh
- Pandanus barkleyi Balf.f.
- Pandanus basalticola H.St.John
- Pandanus basedowii C.H.Wright
- Pandanus basilocularis Martelli
- Pandanus bathiei Martelli
- Pandanus beccarii Solms
- Pandanus beccatus B.C.Stone
- Pandanus bemarahensis Huynh
- Pandanus benignus H.St.John
- Pandanus biceps B.C.Stone & Guillaumet
- Pandanus bicornis Ridl.
- Pandanus bifidus H.St.John
- Pandanus bilinearis H.St.John
- Pandanus biliranensis Merr.
- Pandanus bilobatus H.St.John ex Huynh
- Pandanus bintuniensis Wiriad.
- Pandanus biplicatus H.St.John
- Pandanus bipollicaris H.St.John
- Pandanus bipyramidatus Martelli
- Pandanus bismarckensis H.St.John
- Pandanus boemiensis Kaneh.
- Pandanus boivinii Solms
- Pandanus boninensis Warb.
- Pandanus borneensis Warb.
- Pandanus botryoides Martelli
- Pandanus bowersiae H.St.John
- Pandanus brachus H.St.John
- Pandanus brachycarpus Martelli
- Pandanus brachyphyllus Merr. & L.M.Perry
- Pandanus brachyspathus Martelli
- Pandanus bracteosus H.St.John
- Pandanus brassii Martelli
- Pandanus brevicornutus H.St.John
- Pandanus breviendocarpicus H.St.John
- Pandanus brevifolius Martelli
- Pandanus brevifrugalis Huynh
- Pandanus brevistipes Martelli
- Pandanus brevistylis H.St.John ex B.C.Stone
- Pandanus brongniartii H.St.John
- Pandanus brookei Martelli
- Pandanus brosimos Merr. & L.M.Perry
- Pandanus brunigii H.St.John ex B.C.Stone
- Pandanus bryanii H.St.John
- Pandanus buinensis Merr. & L.M.Perry
- Pandanus bullii Warb.
- Pandanus burkillianus Ridl.
- Pandanus burmanicus B.C.Stone
- Pandanus busuangaensis Merr.
- Pandanus butayei De Wild.
- Pandanus calamianensis Merr.
- Pandanus calathiphorus (Gaudich. ex Decne.) Balf.f.
- Pandanus calceiformis Martelli
- Pandanus calcicola Holttum & H.St.John
- Pandanus calcinactus H.St.John ex B.C.Stone
- Pandanus calcis H.St.John
- Pandanus callmanderiana Laivao & Buerki
- Pandanus calostigma Martelli
- Pandanus calostigma F. samoanus Martelli
- Pandanus calvus B.C.Stone
- Pandanus camarinensis Merr.
- Pandanus canaranus Warb.
- Pandanus candelabrum P.Beauv.
- Pandanus capitellatus Merr. & L.M.Perry
- Pandanus capusii Martelli
- Pandanus caricosus Spreng.
- Pandanus carmichaelii R.E.Vaughan & Wiehe
- Pandanus carrii H.St.John
- Pandanus castaneus H.St.John & B.C.Stone
- Pandanus caudatifolius H.St.John
- Pandanus caudatus Merr.
- Pandanus cavatus H.St.John
- Pandanus celebicus Warb.
- Pandanus cephalotus B.C.Stone
- Pandanus ceratostigma Martelli
- Pandanus ceylanicus Solms
- Pandanus cheilostigma B.C.Stone
- Pandanus chevalieri H.St.John ex Huynh
- Pandanus chiliocarpus Stapf
- Pandanus christmatensis Martelli
- Pandanus cissei Huynh
- Pandanus clandestinus B.C.Stone
- Pandanus clarkei B.C.Stone
- Pandanus clausus H.St.John
- Pandanus clementis Merr.
- Pandanus cochleatus H.St.John
- Pandanus collinus Ridl.
- Pandanus columbiformis B.C.Stone
- Pandanus columellatus Huynh
- Pandanus columnaris H.St.John
- Pandanus comatus Martelli
- Pandanus concavus H.St.John
- Pandanus concinnus Merr. & L.M.Perry
- Pandanus concretus Baker
- Pandanus concretus Subsp. circularis (H.St.John) Callm.
- Pandanus conglomeratus Balf.f.
- Pandanus congregatus H.St.John
- Pandanus conicus H.St.John
- Pandanus connatus H.St.John
- Pandanus conoideus Lam. – pandan górski
- Pandanus cookii Martelli
- Pandanus copelandii Merr.
- Pandanus cordatus H.St.John
- Pandanus coriaceus Huynh
- Pandanus corneri Kaneh.
- Pandanus corniferus H.St.John
- Pandanus crassicollis Huynh
- Pandanus crassilix Huynh
- Pandanus crenifer H.St.John
- Pandanus crinifolius Martelli
- Pandanus crustatus Martelli
- Pandanus cubicus H.St.John
- Pandanus cumingianus Martelli
- Pandanus cuneatus Huynh
- Pandanus cuneiformis H.St.John
- Pandanus cupribasalis H.St.John
- Pandanus cyaneoglaucescens Martelli
- Pandanus daenikeri H.St.John
- Pandanus daitoensis Susanti & J.Miyam.
- Pandanus dammannii Warb.
- Pandanus danckelmannianus K.Schum.
- Pandanus darwinensis H.St.John
- Pandanus dasodes H.St.John
- Pandanus dasystigma Kaneh.
- Pandanus dauphinensis Martelli
- Pandanus daymanensis H.St.John
- Pandanus de-lestangii Martelli
- Pandanus decastigma B.C.Stone
- Pandanus decipiens Martelli
- Pandanus decus-montium B.C.Stone
- Pandanus denudatus Huynh
- Pandanus depauperatus Merr.
- Pandanus dictyotus H.St.John ex B.C.Stone
- Pandanus diffusus Martelli
- Pandanus dinagatensis Merr.
- Pandanus dipsaceus Martelli
- Pandanus discostigma Martelli
- Pandanus distans Craib
- Pandanus distentus H.St.John
- Pandanus diversus H.St.John
- Pandanus djalonensis Huynh
- Pandanus dolichopodus Merr. & L.M.Perry
- Pandanus dorystigma Martelli
- Pandanus douglasii Gaudich.
- Pandanus drupaceus Thouars
- Pandanus dubius Spreng.
- Pandanus dumetorum Holttum & H.St.John
- Pandanus durio Martelli
- Pandanus dyckioides Baker
- Pandanus dyeri Sander
- Pandanus echinodermops Holttum & H.St.John
- Pandanus echinops Huynh
- Pandanus edulis Thouars
- Pandanus efateensis H.St.John
- Pandanus elatus Ridl.
- Pandanus ellipsoideus Warb.
- Pandanus elostigma Martelli
- Pandanus emarginatus H.St.John
- Pandanus endeavourensis H.St.John
- Pandanus ensifolius Thouars
- Pandanus epiphyticus Martelli
- Pandanus erectus H.St.John
- Pandanus erinaceus B.C.Stone
- Pandanus esculentus Martelli
- Pandanus eumekes H.St.John ex B.C.Stone
- Pandanus evexus H.St.John
- Pandanus exaltatus Blanco
- Pandanus exarmatus H.St.John
- Pandanus exiguus Merr. & L.M.Perry
- Pandanus eydouxia Balf.f.
- Pandanus fanningensis H.St.John
- Pandanus farakoensis Huynh
- Pandanus faviger Backer
- Pandanus ferrimontanus H.St.John
- Pandanus fetosus Huynh
- Pandanus fibrosus Gagnep.
- Pandanus fidelis H.St.John
- Pandanus flagellaris B.C.Stone
- Pandanus flagellibracteatus Huynh
- Pandanus flintinsularis H.St.John
- Pandanus floribundus Merr. & L.M.Perry
- Pandanus foetidus Roxb.
- Pandanus forbesii Warb.
- Pandanus forsteri C.Moore & F.Muell.
- Pandanus foveolatus Kaneh.
- Pandanus freetownensis Huynh
- Pandanus fruticosus H.St.John
- Pandanus furcatus Roxb.
- Pandanus fusinus Martelli
- Pandanus gabonensis Huynh
- Pandanus galeatus H.St.John
- Pandanus galorei B.C.Stone
- Pandanus gazelleensis H.St.John
- Pandanus gemmiferus H.St.John
- Pandanus gibberosus H.St.John
- Pandanus gibbsianus Martelli
- Pandanus gilbertanus Martelli
- Pandanus gillespiei H.St.John
- Pandanus gladiator B.C.Stone
- Pandanus gladiifolius Martelli
- Pandanus glaphyros H.St.John
- Pandanus glauciferus H.St.John
- Pandanus glaucocephalus R.E.Vaughan & Wiehe
- Pandanus glaucophyllus Ridl.
- Pandanus globatus H.St.John
- Pandanus globulosus H.St.John
- Pandanus gossweileri H.St.John ex Huynh
- Pandanus gracilialatus H.St.John
- Pandanus gracilis Blanco
- Pandanus grallatus B.C.Stone
- Pandanus graminifolius Kurz
- Pandanus granulosus H.St.John
- Pandanus grusonianus L.Linden & Rodigas
- Pandanus guillaumetii B.C.Stone
- Pandanus guineabissauensis Huynh
- Pandanus halleorum B.C.Stone
- Pandanus hata H.St.John
- Pandanus helicopus Kurz ex Miq.
- Pandanus hemisphaericus H.St.John
- Pandanus hendersonensis H.St.John
- Pandanus herbaceus Martelli
- Pandanus hermaphroditus Martelli
- Pandanus hermesii B.C.Stone
- Pandanus hermsianus Martelli
- Pandanus heterocarpus Balf.f.
- Pandanus heterostigma (Martelli) Martelli
- Pandanus hooglandii H.St.John
- Pandanus horizontalis H.St.John
- Pandanus houlletii Carrière
- Pandanus humbertii Laivao, Callm. & Buerki
- Pandanus humericus H.St.John
- Pandanus humicola Kaneh.
- Pandanus humifer H.St.John
- Pandanus humilior H.St.John
- Pandanus humilis Lour.
- Pandanus huynhii B.C.Stone
- Pandanus hystrix Martelli
- Pandanus iceryi Horne ex Balf.f.
- Pandanus ihuanus Martelli
- Pandanus ijzermannii Boerl. & Koord.
- Pandanus imerinensis Martelli
- Pandanus immersus Ridl.
- Pandanus incertus R.E.Vaughan & Wiehe
- Pandanus induratus H.St.John
- Pandanus inokumae Kaneh.
- Pandanus inquilinus B.C.Stone
- Pandanus insolitus Huynh
- Pandanus insuetus Huynh
- Pandanus interior H.St.John
- Pandanus intricatus Martelli & Pic.Serm.
- Pandanus inundatus H.St.John
- Pandanus involutus H.St.John
- Pandanus irregularis Ridl.
- Pandanus isalicus Huynh
- Pandanus isis H.St.John
- Pandanus iwen B.C.Stone
- Pandanus jacobsii B.C.Stone
- Pandanus jaffrei H.St.John
- Pandanus johorensis Martelli
- Pandanus joskei Horne ex Balf.f.
- Pandanus julianettii Martelli
- Pandanus juliferus Martelli
- Pandanus kabaenaensis A.P.Keim
- Pandanus kaernbachii Warb.
- Pandanus kaida Kurz
- Pandanus kajewskii Merr. & L.M.Perry
- Pandanus kajui Beentje
- Pandanus kamiae B.C.Stone
- Pandanus kanehirae Martelli
- Pandanus katatonos H.St.John
- Pandanus katensis F.Br.
- Pandanus kaviengensis H.St.John
- Pandanus kedahensis H.St.John
- Pandanus kennedyensis H.St.John
- Pandanus kerchovei L.Linden & Rodigas
- Pandanus ketele B.C.Stone
- Pandanus kimlangii Callm. & Laivao
- Pandanus kinabaluensis H.St.John ex B.C.Stone
- Pandanus kingianus Martelli
- Pandanus kirkii Rendle
- Pandanus kjellbergii Fagerl.
- Pandanus klossii Ridl.
- Pandanus koordersii Martelli
- Pandanus korthalsii Solms
- Pandanus krauelianus K.Schum.
- Pandanus kuepferi Callm., Wohlh. & Laivao
- Pandanus kurandaensis H.St.John
- Pandanus kurzii Merr.
- Pandanus kusaicolus Kaneh.
- Pandanus labyrinthicus Kurz ex Miq.
- Pandanus lachaisei Huynh
- Pandanus lacuum H.St.John
- Pandanus laferrerei Huynh
- Pandanus lageniformis (Gaudich.) Balf.f.
- Pandanus lais Kurz
- Pandanus lamekotensis Markgr.
- Pandanus lamprocephalus Merr. & L.M.Perry
- Pandanus lanutooensis Martelli
- Pandanus lateralis Martelli
- Pandanus laticonvexus H.St.John
- Pandanus latiloculatus Huynh
- Pandanus latior H.St.John
- Pandanus latistigmaticus Huynh
- Pandanus lauterbachii K.Schum. & Warb.
- Pandanus laxespicatus Martelli
- Pandanus leiophyllus Martelli
- Pandanus lepatophilus B.C.Stone
- Pandanus leptocarpus Martelli
- Pandanus leptocaulis Merr. & L.M.Perry
- Pandanus leptopodus Martelli
- Pandanus leram Voigt
- Pandanus leuconotus B.C.Stone
- Pandanus levuensis Martelli
- Pandanus liberiensis Huynh
- Pandanus lictor B.C.Stone
- Pandanus lifouensis H.St.John
- Pandanus ligulatus H.St.John
- Pandanus limbatus Merr. & L.M.Perry
- Pandanus linguiformis B.C.Stone
- Pandanus livingstonianus Rendle
- Pandanus loherianus Martelli
- Pandanus longicaudatus Holttum & H.St.John
- Pandanus longicuspidatus Pic.Serm.
- Pandanus longipedunculatus Fagerl.
- Pandanus longipes H.Perrier ex Martelli
- Pandanus longissimipedunculatus Martelli
- Pandanus longissimus H.St.John
- Pandanus longistylus Martelli & Pic.Serm.
- Pandanus lorencei Huynh
- Pandanus lustrorum B.C.Stone
- Pandanus luzonensis Merr.
- Pandanus mac-gregorii Solms
- Pandanus macrophyllus Martelli
- Pandanus maevaranensis Martelli
- Pandanus magnicavernosus H.St.John
- Pandanus magnifibrosus H.St.John
- Pandanus majungensis Huynh
- Pandanus malgassicus Pic.Serm.
- Pandanus malgrasii Huynh
- Pandanus mammillaris Martelli & Pic.Serm.
- Pandanus manamboloensis Huynh
- Pandanus manensis Martelli
- Pandanus mangokensis Martelli
- Pandanus mapola Martelli
- Pandanus mareensis H.St.John
- Pandanus marginatus H.St.John
- Pandanus marinus H.St.John
- Pandanus marojejicus Callm. & Laivao
- Pandanus maromokotrensis Callm. & Wohlh.
- Pandanus martellii Elmer
- Pandanus matthewsii Merr.
- Pandanus mauricei H.St.John
- Pandanus maximus Martelli
- Pandanus mayotteensis H.St.John
- Pandanus mc-keei H.St.John
- Pandanus medialinermis H.St.John
- Pandanus medialis H.St.John
- Pandanus megacarpus Martelli
- Pandanus membranaceus Huynh
- Pandanus menicostigma Merr. & L.M.Perry
- Pandanus merrillii Warb.
- Pandanus mesos H.St.John
- Pandanus metaceus H.St.John
- Pandanus micracanthus Warb.
- Pandanus microcarpus Balf.f.
- Pandanus microcephalus Baker
- Pandanus microglottis B.C.Stone
- Pandanus microstigma (Gaudich.) Balf.f.
- Pandanus militaris (Gaudich.) Balf.f.
- Pandanus mindanaensis Martelli
- Pandanus minimus H.St.John
- Pandanus misimaensis H.St.John ex B.C.Stone
- Pandanus moalaensis H.St.John
- Pandanus mollifoliaceus H.St.John
- Pandanus monophalanx Fagerl.
- Pandanus monotheca Martelli
- Pandanus montaguei H.St.John
- Pandanus montanus Bory
- Pandanus monticola F.Muell.
- Pandanus mossmanicus H.St.John
- Pandanus motleyanus Solms
- Pandanus multibracteatus Merr.
- Pandanus multicarpelatus H.St.John
- Pandanus multidentatus H.St.John
- Pandanus multidrupaceus H.St.John
- Pandanus multifurcatus Fagerl.
- Pandanus multispicatus Balf.f.
- Pandanus muralis Huynh
- Pandanus muricatus Thouars
- Pandanus mussauensis H.St.John
- Pandanus myriocarpus Baker
- Pandanus namakiensis Martelli
- Pandanus nanofrutex B.C.Stone
- Pandanus nanus Martelli
- Pandanus navicularis B.C.Stone
- Pandanus navigatorum Martelli
- Pandanus nemoralis Merr. & L.M.Perry
- Pandanus neocaledonicus Martelli
- Pandanus neoleptopodus Pic.Serm.
- Pandanus neomecklenburgensis H.St.John
- Pandanus nervosus B.C.Stone
- Pandanus ngunaensis H.St.John
- Pandanus nigridens B.C.Stone
- Pandanus nitidus (Miq.) Kurz
- Pandanus niueensis H.St.John
- Pandanus nobilis Quisumb. & Merr.
- Pandanus nogarete H.St.John
- Pandanus noumeaensis H.St.John
- Pandanus novibritannicus H.St.John
- Pandanus novohibernicus (Martelli) Martelli
- Pandanus × nullumiae R.Tucker
- Pandanus nusbaumeri Callm. & L.Gaut.
- Pandanus obconicus H.St.John
- Pandanus obeliscus Thouars
- Pandanus oblanceoloideus H.St.John
- Pandanus oblatus H.St.John
- Pandanus oblongicapitellatus Huynh
- Pandanus oblongus (Brongn.) Balf.f.
- Pandanus obovatus H.St.John
- Pandanus obovoideus Merr.
- Pandanus obsoletus R.E.Vaughan & Wiehe
- Pandanus occultus Merr.
- Pandanus odoardii Martelli
- Pandanus odorifer (Forssk.) Kuntze – pandan wonny
- Pandanus oligocarpus Martelli
- Pandanus oligocephalus Baker
- Pandanus onesuaensis H.St.John
- Pandanus orbicularis H.St.John
- Pandanus orculiformis Kaneh.
- Pandanus oresbios B.C.Stone
- Pandanus ornatus (Gaudich.) Kurz
- Pandanus ornithocephalus H.St.John ex B.C.Stone
- Pandanus ouveaensis H.St.John
- Pandanus pachyphyllus Merr.
- Pandanus pakari H.St.John
- Pandanus palawensis Martelli
- Pandanus pallidus Merr.
- Pandanus paloensis Elmer
- Pandanus paludosus Merr. & L.M.Perry
- Pandanus palustris Thouars
- Pandanus panayensis Merr.
- Pandanus pancheri (Brongn.) Balf.f.
- Pandanus papilio B.C.Stone
- Pandanus papillosus H.St.John
- Pandanus papuanus Solms
- Pandanus paracalensis Merr.
- Pandanus parachevalieri Huynh
- Pandanus parou H.St.John
- Pandanus parvicentralis Huynh
- Pandanus parvus Ridl.
- Pandanus patelliformis Merr.
- Pandanus patina Martelli
- Pandanus paucicarpellatus H.St.John
- Pandanus pectinatus Martelli
- Pandanus peekelii H.St.John
- Pandanus penangensis Ridl.
- Pandanus pendulinus Martelli
- Pandanus penetrans H.St.John
- Pandanus penicillus Martelli
- Pandanus pentagonos H.St.John
- Pandanus pentodon Ridl.
- Pandanus permicron Kaneh.
- Pandanus perrieri Martelli
- Pandanus pervilleanus (Gaudich.) Kurz
- Pandanus petrosus Martelli
- Pandanus peyrierasii B.C.Stone & Guillaumet
- Pandanus philippinensis Merr.
- Pandanus pilaris Ridl.
- Pandanus pinensis H.St.John
- Pandanus piniformis Holttum & H.St.John
- Pandanus piricus H.St.John
- Pandanus pistikos H.St.John
- Pandanus pistos H.St.John
- Pandanus pitcairnensis H.St.John
- Pandanus planatus H.St.John
- Pandanus platycarpus Warb.
- Pandanus platyphyllus Martelli
- Pandanus platystigma Martelli
- Pandanus pleiocephalus Martelli ex Fagerl.
- Pandanus pluriaculeatus Huynh
- Pandanus pluriangulatus H.St.John
- Pandanus pluriloculatus H.St.John
- Pandanus pluvisilvaticus H.St.John
- Pandanus polyacris Martelli
- Pandanus polycephalus Lam.
- Pandanus polyglossus Martelli
- Pandanus poronaliva B.C.Stone
- Pandanus prainii Martelli
- Pandanus princeps B.C.Stone
- Pandanus pristis B.C.Stone
- Pandanus pritchardiae H.St.John
- Pandanus problematicus Huynh
- Pandanus prostratus Balf.f.
- Pandanus pseudobathiei Pic.Serm.
- Pandanus pseudochevalieri Huynh
- Pandanus pseudocollinus Pic.Serm.
- Pandanus pseudofoetidus Martelli
- Pandanus pseudomontanus Bosser & J.Guého
- Pandanus pseudosyncarpus Kaneh.
- Pandanus pugnax B.C.Stone
- Pandanus pukapukaensis H.St.John
- Pandanus pulcher Martelli
- Pandanus pumilus H.St.John
- Pandanus punctatus H.St.John
- Pandanus punctulatus Martelli
- Pandanus pungens Kaneh.
- Pandanus puniceus H.St.John
- Pandanus purpurascens Thouars
- Pandanus pweleensis H.St.John
- Pandanus pygmaeus Thouars
- Pandanus pyramidalis Balf.f.
- Pandanus pyramidos H.St.John
- Pandanus quadrifidus B.C.Stone
- Pandanus quinarius H.St.John
- Pandanus rabaiensis Rendle.
- Pandanus rabaulensis H.St.John
- Pandanus radicans Blanco
- Pandanus radiciferus H.St.John
- Pandanus radifer H.St.John
- Pandanus radula Warb.
- Pandanus ramosii Merr.
- Pandanus rapensis F.Br.
- Pandanus raynalii Huynh
- Pandanus recavilapideus H.St.John
- Pandanus recavisaxosus H.St.John
- Pandanus rechingeri Martelli
- Pandanus reclinatus Martelli
- Pandanus rectus H.St.John
- Pandanus recurvatus H.St.John
- Pandanus regalis B.C.Stone
- Pandanus reineckei Warb.
- Pandanus reticulatus Vieill.
- Pandanus reticulosus H.St.John
- Pandanus retroaculeatus H.St.John
- Pandanus retusus H.St.John
- Pandanus rex B.C.Stone
- Pandanus rheophilus B.C.Stone
- Pandanus ridleyi Martelli
- Pandanus rigidifolius R.E.Vaughan & Wiehe
- Pandanus rivularis H.St.John
- Pandanus robinsonii Merr.
- Pandanus rollotii Martelli
- Pandanus rostellatus Merr. & L.M.Perry
- Pandanus rostratus Martelli
- Pandanus rotumaensis H.St.John
- Pandanus rubricinctus H.St.John
- Pandanus rupestris B.C.Stone
- Pandanus rusticus B.C.Stone
- Pandanus saint-johnii B.C.Stone
- Pandanus salailuaensis Martelli
- Pandanus sambiranensis Martelli
- Pandanus samoensis Warb.
- Pandanus sandakanensis Merr.
- Pandanus sarasinorum Warb.
- Pandanus sarawakensis Martelli
- Pandanus satabiei Huynh
- Pandanus saxatilis Martelli
- Pandanus scandens H.St.John ex B.C.Stone
- Pandanus schizocarpus F.Br.
- Pandanus schoddei H.St.John
- Pandanus scopula Warb.
- Pandanus scopulorum Martelli
- Pandanus scortechini Martelli
- Pandanus sechellarum Balf.f.
- Pandanus semiarmatus H.St.John
- Pandanus semipilaris H.St.John
- Pandanus senegalensis H.St.John ex Huynh
- Pandanus sermollianus Callm. & Buerki
- Pandanus serpentinicus H.St.John
- Pandanus serratus H.St.John
- Pandanus setistyla Warb.
- Pandanus sibuyanensis Martelli
- Pandanus sierraleonensis Huynh
- Pandanus sigmoideus H.St.John ex B.C.Stone
- Pandanus sikassoensis Huynh
- Pandanus silvanus Huynh
- Pandanus similis Craib
- Pandanus simplex Merr.
- Pandanus singaporensis Kaneh.
- Pandanus sinicola A.C.Sm.
- Pandanus soboliferus B.C.Stone
- Pandanus solms-laubachii F.Muell.
- Pandanus solomonensis B.C.Stone
- Pandanus somersetensis H.St.John
- Pandanus sparganioides Baker
- Pandanus spathulatus Martelli
- Pandanus spechtii H.St.John
- Pandanus sphaericus H.St.John
- Pandanus sphaerocephalus Pancher ex Brongn.
- Pandanus sphaeroideus Thouars
- Pandanus spheniskos H.St.John
- Pandanus spicatus H.St.John
- Pandanus spinifer Warb.
- Pandanus spinistigmaticus Fagerl.
- Pandanus spinulosus (Ridl.) H.St.John
- Pandanus spiralis R.Br.
- Pandanus spissus H.St.John
- Pandanus spondiophyllus B.C.Stone
- Pandanus stellatus Martelli
- Pandanus stelliger Ridl.
- Pandanus stenocarpus Solms
- Pandanus stipiformis H.St.John
- Pandanus stoloniferus H.St.John
- Pandanus subacaulis Merr.
- Pandanus subcylindricus H.St.John
- Pandanus subglobosus H.St.John
- Pandanus subinermis H.St.John
- Pandanus subulorum Martelli
- Pandanus sulawesicus B.C.Stone
- Pandanus sulcatus H.St.John
- Pandanus sumatranus Martelli
- Pandanus sykesii H.St.John
- Pandanus sylvaticus B.C.Stone
- Pandanus sylvestris Bory
- Pandanus sylvicola Huynh
- Pandanus tabellarius Huynh
- Pandanus tauensis Martelli
- Pandanus taveuniensis H.St.John
- Pandanus tazoanii Callm. & Wohlh.
- Pandanus tectorius Parkinson ex Du Roi – pandan połaciowy
- Pandanus tenuiflagellatus Huynh
- Pandanus tenuifolius Balf.f.
- Pandanus tenuimarginatus Huynh
- Pandanus tenuipedunculatus Merr.
- Pandanus teuszii Warb.
- Pandanus thomensis Solms
- Pandanus thomissophyllus B.C.Stone
- Pandanus thurstonii C.H.Wright
- Pandanus thwaitesii Martelli
- Pandanus tiassaleensis Huynh
- Pandanus toei H.St.John
- Pandanus toinu H.St.John
- Pandanus tolanarensis Huynh
- Pandanus toliarensis Huynh
- Pandanus tongatapuensis H.St.John
- Pandanus tonkinensis Martelli ex B.C.Stone
- Pandanus triangularis H.St.John ex Huynh
- Pandanus trigonus H.St.John
- Pandanus truncatus H.St.John
- Pandanus tsaratananensis Martelli
- Pandanus tuamotensis F.Br.
- Pandanus tubulatus Huynh
- Pandanus tunicatus B.C.Stone
- Pandanus turritus Martelli
- Pandanus tutuilaensis Martelli
- Pandanus umbellatus Mart.
- Pandanus umbonatus Quisumb. & Merr.
- Pandanus undulifolius Holttum & H.St.John
- Pandanus unguiculatus Ridl.
- Pandanus unguifer Hook.f.
- Pandanus unicornutus H.St.John
- Pandanus unwinii Mart.
- Pandanus urophyllus Hance
- Pandanus utilis Bory – pandan trwały
- Pandanus validus Huynh & Callm.
- Pandanus vandamii Martelli & Pic.Serm.
- Pandanus vandermeeschii Balf.f.
- Pandanus variabilis Martelli
- Pandanus vavauensis H.St.John
- Pandanus veillonii H.St.John
- Pandanus verecundus B.C.Stone
- Pandanus verruculosus Backer ex B.C.Stone
- Pandanus verticalis H.St.John
- Pandanus vinaceus B.C.Stone
- Pandanus viscidus Pancher ex Brongn.
- Pandanus vitiensis Martelli
- Pandanus vogelensis H.St.John
- Pandanus vriensii Martelli
- Pandanus welwitschii Rendle
- Pandanus whitei Martelli
- Pandanus whitmeeanus Martelli
- Pandanus wiehei Bosser & J.Guého
- Pandanus wilderi H.St.John
- Pandanus yalna R.Tucker
- Pandanus yandeensis H.St.John
- Pandanus yasawaensis H.St.John
- Pandanus yirrkalaensis H.St.John
- Pandanus yoshioi H.St.John
- Pandanus yuleensis H.St.John
- Pandanus yvanii Solms
- Pandanus zamboangensis Martelli